# مجلس التنسيق السعودي البحريني
مجلس التنسيق السعودي البحريني هو مجلس تنسيقي يشرف على جميع مجالات التعاون والعمل المشترك بين المملكة العربية السعودية والبحرين، تأسس في 28 يوليو 2019 خلال جلسة مباحثات عُقدت بين وزير الخارجية السعودي ونظيره البحريني. يمثل المجلس عدد من اللجان التي تهتم بتطوير أوجه التعاون في كل من المجالات السياسية والاقتصادية والعسكرية والإعلامية والاستثمارية والاجتماعية والحيوية بين البلدين.